# Burg Mahrenberg
Burg Mahrenberg (slowenisch: Stari grad nad Radljami ob Dravi bzw. Razvaline Gradu Mahrenberg) ist die Ruine einer Höhenburg nördlich oberhalb des slowenischen Mahrenberg (Radlje ob Dravi) in Richtung des Radlpasses. Die Ruine ist teilweise gesichert und bietet eine schöne Aussicht auf das Drautal.

## Geschichte
Die Burg wurde durch die Mährenberger errichtet. 
Albert von Truchsen und Mahrenberg ließ über dem Dorf (1161 urkundlich) eine Burg erbauen, die erstmals 1193 erwähnt wird und zum Mittelpunkt von Mahrenburg/Radlje wird. Sie wurde eigentlich widerrechtlich auf dem Gebiet des Klosters von St. Paul erbaut. Mitte des 13. Jahrhunderts wird der Ort zum Mittelpunkt des Gebietes Radelach und ein wirtschaftliches Zentrum. Sein Nachkomme Seyfried gründet 1251 im Ort das Dominikanerinnenkloster Mahrenberg.
Erste überlieferte Mährenberger sind Hartl (1199), Hartneid (1214), Albert und Gisela und deren Sohn Seifried von Mahrenberg (1251). Nach seinem gewaltsamen Tod durch Ottokar II. 1271 fiel die Burg dem Landesfürsten zu. Danach kam die Burg in die unterschiedlichsten Hände: 
Zum 13. Juni 1278 ist Graf Heinrich von Pfannberg im Besitz von castrum Marinberch nebst Vogtei am Remschnig, die er für sich und seine Erben bekam. Vermutlich gleichzeitig und als Erbe geht die gleiche Vogtei an den mit den Mährenbergern verwandten Offo Truchsess von Emerberg, der teils als Neffe Seifrieds angesehen wird, und ebenfalls nur als Lehen des Klosters St. Paul. Er nannte sich ab da Offo von Emerberg-Mahrenberg. Er war verheiratet mit einer Anna von Sannegg. Ihm folgte wohl beider Sohn Ulrich von Mahrenberg. Dessen Witwe Wendel, und unbekannter Herkunft, heiratete, vermutlich nach Ulrichs frühem Tod um 1308 erneut, einen Grafen Ruprecht von Castel. Dieser kommt, urkundlich ausgewiesen, 1311 in den St. Paul'schen Lehensbesitz und stirbt schon 1313. Noch 1312 hatte er seinen Castell'sches Viertel an der Stadt Volkach am Main an Heinrich von Hohenlohe vermacht. Die Tochter Ulrichs und Wendels, Anna von Faal, geht 1322 ins Mahrenberger Kloster und wird von Heinrich von Hohenlohe versorgt. Ruprecht von Castel scheint im Kreis des Hohenlohers in die Steiermark gekommen zu sein. Schon am 9. Februar 1312 ging das Lehen der Herrschaft Mahrenberg jedoch an das Haus Habsburg, die die Burg schon am 8. Juli gleichen Jahres an Heinrich von Hohenlohe weiter verpfändeten. Auch weiterhin finden sich nahezu parallel Belehnungen. Am 15. März wird Ulrich von Walsee und am 16. Oktober 1325 Albrecht von Wildhaus (auch Viltuški genannt) (Besitzer der Herrschaft Eibiswald) in gleichen Rechten beurkundet. Die Wildhaus werden 1332 und die Walsee 1360 noch genannt. 1375 werden neue Besitzer genannt, 1396 wieder die Walsee. 1435 scheint das Gut ein Allod geworden zu sein, 1453 an das Kloster aber wieder zurückgepfändet. 1482 kommt das Dominikanerinnenkloster Mahrenberg kurzzeitig in den Burgbesitz.

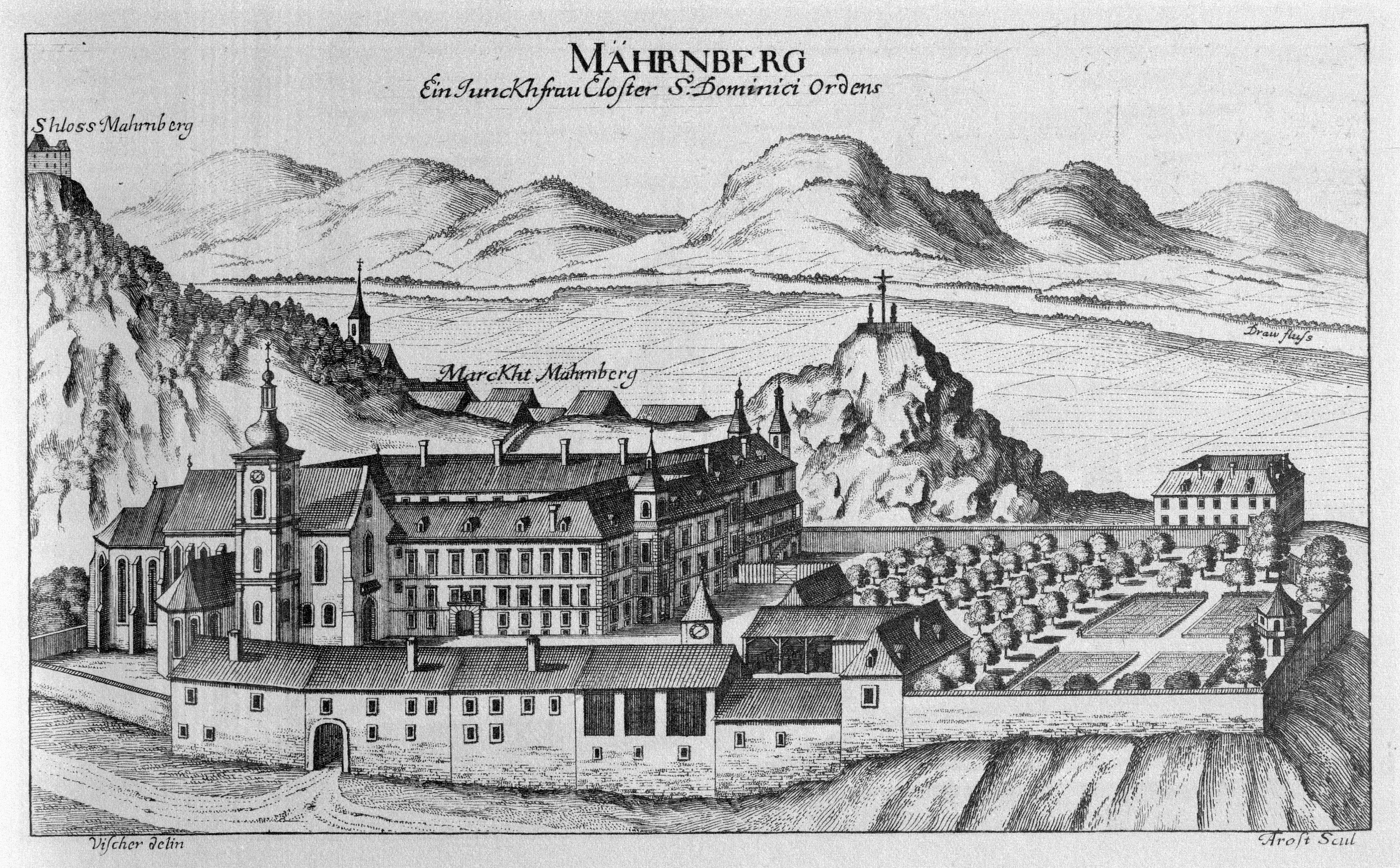
Kloster Mahrenberg und links im Bild das sogenannte Schloss Mahrenberg, die eigentliche Burg

Schon im darauffolgenden Jahr 1483 wird der Kroate Jörg Kollonitsch als Pfandnehmer genannt. Kaiser Friedrich gewährte ihm das Recht, für jedes Fass Wein, das in Mahrenberg über die Drau geführt wurde, 60 Pfennig Maut zu erheben und damit die Burg zu erhalten. Im Jahr 1501 gab der spätere Kaiser Maximilian I. Schloss und Landgericht an Urban Hollenburger gegen eine Zahlung von 100 Golddukaten. Später war die Burg wieder im Besitz des Stifts St. Paul, der Rosina Hans von Eibiswald und des Klosters Mahrenberg. 
Ab 1529 werden nur noch Verwalter genannt, die die Burg instand halten sollen. 1562 bekommt ein Gabriel oder Georg Hofer die Burg bis zu seinem Tod als Pfand von Kaiser Ferdinand nebst 2000 fl. Gulden mit der Maßgabe 6 % des Betrages jährlich für Reparaturen zu verwenden. 1578 bekam er nochmals 300 fl. für Sanierungsarbeiten. Von 1581 bis 1669 war das Kärntner Adelsgeschlecht Khevenhüller mit dem Besitz belehnt.
Die Burg wurde im 15. Jahrhundert von den Türken zerstört und ist mehrere Male abgebrannt. Nach einem Brand nach Blitzeinschlag am 19. Mai 1697 zerstörte das wilde Feuer die Burg so sehr, dass sie nicht mehr wiederhergestellt wurde. Der Herrschaftsmittelpunkt ging an den Westrand von Mahrenberg, wo die ehemalige Burgmeierei in die so genannte Untere Burg, heute das Schloss Mahrenberg bzw. Schloss Radlje, als Verwaltungs- und Herrschaftssitz ausgebaut wurde.
Die Ruinen der Burg sind als slowenisches Kulturdenkmal unter der Nummer EŠD 8140 eingetragen.

## Beschreibung
Die vermutlich ursprünglich kleine Turmburg wurde in ein Hauptgebäude (Palas) mit zwei Türmen erweitert und später um Vorbauten ergänzt. Ein den Sporn absichernder Halsgraben diente bergseitig zur Verteidigung. Der Zugang war über eine Zugbrücke in einen Zwinger mit ausgebauter Schildmauer gesichert.

## Heutiger Zustand
Die Ruinen der Burg wurden (mit 85 % aus dem Europäischen Landwirtschaftsfonds für die Entwicklung des ländlichen Raums (EAFRD) der EU finanziert) von 2007 bis 2013 für knapp 50.000 Euro gesichert, saniert und teils wiederaufgemauert und sind über einen Pfad bzw. einem ausgeschilderten Rundweg vom Ort aus zu erreichen. Eine große Tafel informiert über die Burg und ihre Geschichte, deren steile Burgreste über eine Holzbrücke über die Reste eines Halsgrabens zugänglich sind. Sagen existieren zu Anna von Faal, die als ruhelose und verschwenderische junge Frau manch Unheil angerichtet haben soll und über Verbindungsgänge von der Burg in den Ort, die vermutlich durch die natürlichen Karsthöhlen, die das Gebiet durchziehen, hervorgerufen wurden.